# Dettifoss

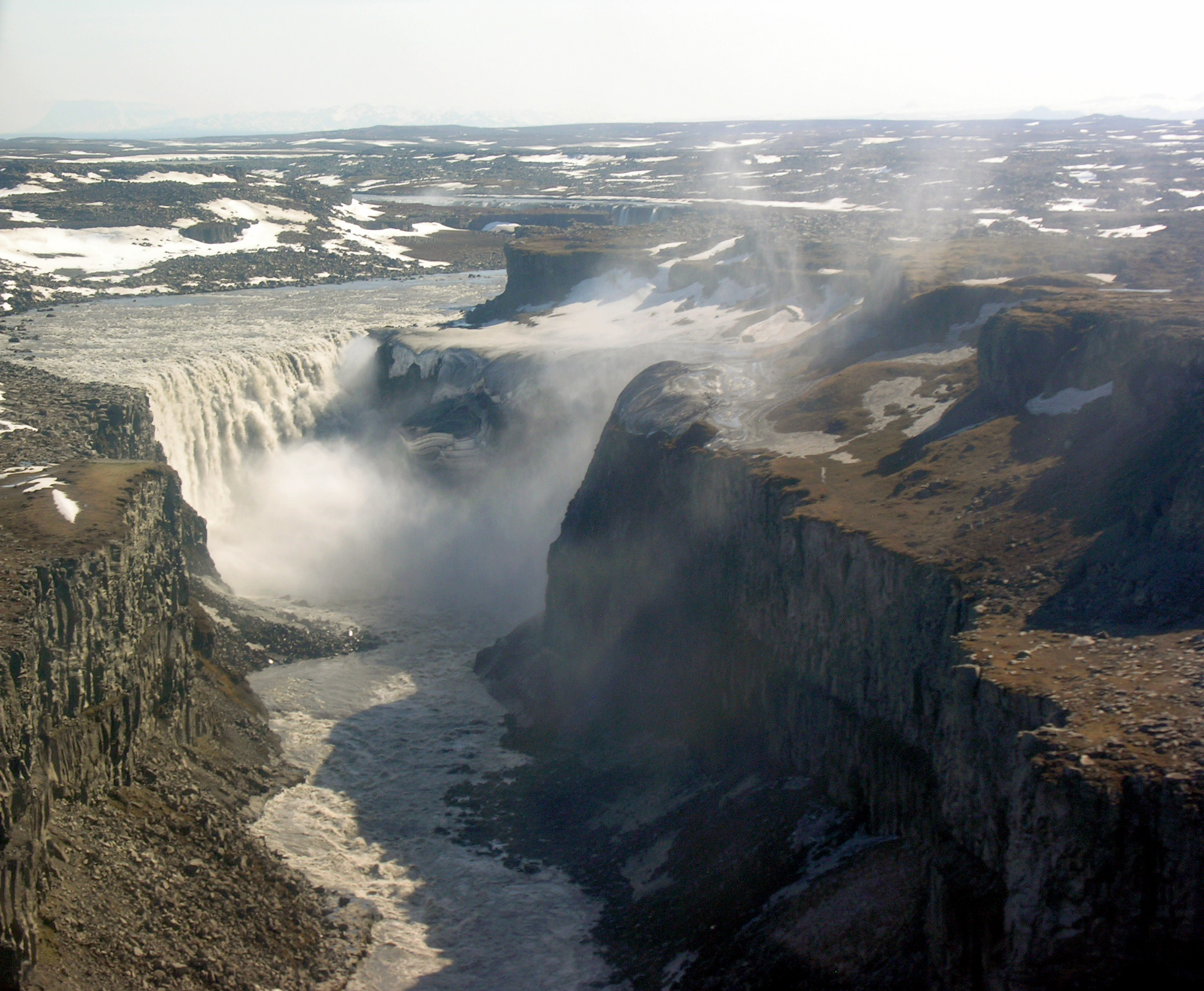
L'impressionante cascata di Dettifoss

Dettifoss è la maggiore cascata islandese e d'Europa.
Si accede dalla strada 862, la Dettifossvegur.
Circa 30 km prima di sfociare nella baia Öxarfjörður nell'Islanda settentrionale, il fiume Jökulsá á Fjöllum cade da più cascate. La più spettacolari delle quali sono tre, nell'ordine: Selfoss, seguita da Dettifoss e Hafragilsfoss. Tutte sono situate nel grandioso canyon Jökulsárgljúfur.
Non è difficile capire perché Dettifoss, la cascata dell'Acqua che Rovina, porti questo nome, il suo salto, la sua potenza e la forza con cui l'acqua fangosa dello Jökulsá á Fjöllum si getta nella gola sono assolutamente impressionanti e paurosi, specie se la si osserva da distanza ravvicinata.
Il salto venne originato da un violento terremoto dovuto a un'eruzione vulcanica che deviò il corso del fiume verso una profonda fenditura nella pianura basaltica. È alta 44 m e larga 100 m, mentre la portata media è di più di 180-200 m³/s (circa 200 tonnellate d'acqua che si gettano ogni secondo fragorosamente giù per il canyon), ma è estremamente variabile a seconda del livello e del volume dello Jökulsá, dipendentemente dalle precipitazioni, dallo scioglimento del Vatnajökull da cui il fiume si origina, in base alla stagione e all'attività vulcanica sotto il ghiacciaio. In estate è facile che si raggiungano i 500 m³/s, il culmine è comunque di 1500 m³/s.
La potenza dell'acqua solleva spruzzi che si vedono a 1 km di distanza e nelle giornate di sole generano stupendi arcobaleni, anche il boato è facilmente riconoscibile in lontananza. Lo spettacolo è ancora più spaventoso a causa dell'acqua plumbea del fiume, ricca di sedimenti glaciali. La potenza d'urto è tale da scavare la sottostante forra al ritmo di diversi centimetri l'anno. È possibile avvicinarsi al muro liquido da entrambi i lati del fiume, ma bisogna fare estrema attenzione al terreno ghiaioso e sdrucciolevole. Dall'alto si ha la visione della possente cascata che si getta nella gola e il panorama sul canyon Jökulsárgljúfur, che si offre con tutta la sua ruvida e selvaggia bellezza, frutto di millenni di erosione e di lotta tra gli elementi naturali. In passato c'è chi ha pensato di imbrigliare parte della potenza di Dettifoss al fine di produrre energia elettrica, ma la conformazione del territorio e l'opposizione degli abitanti seppellì il progetto.

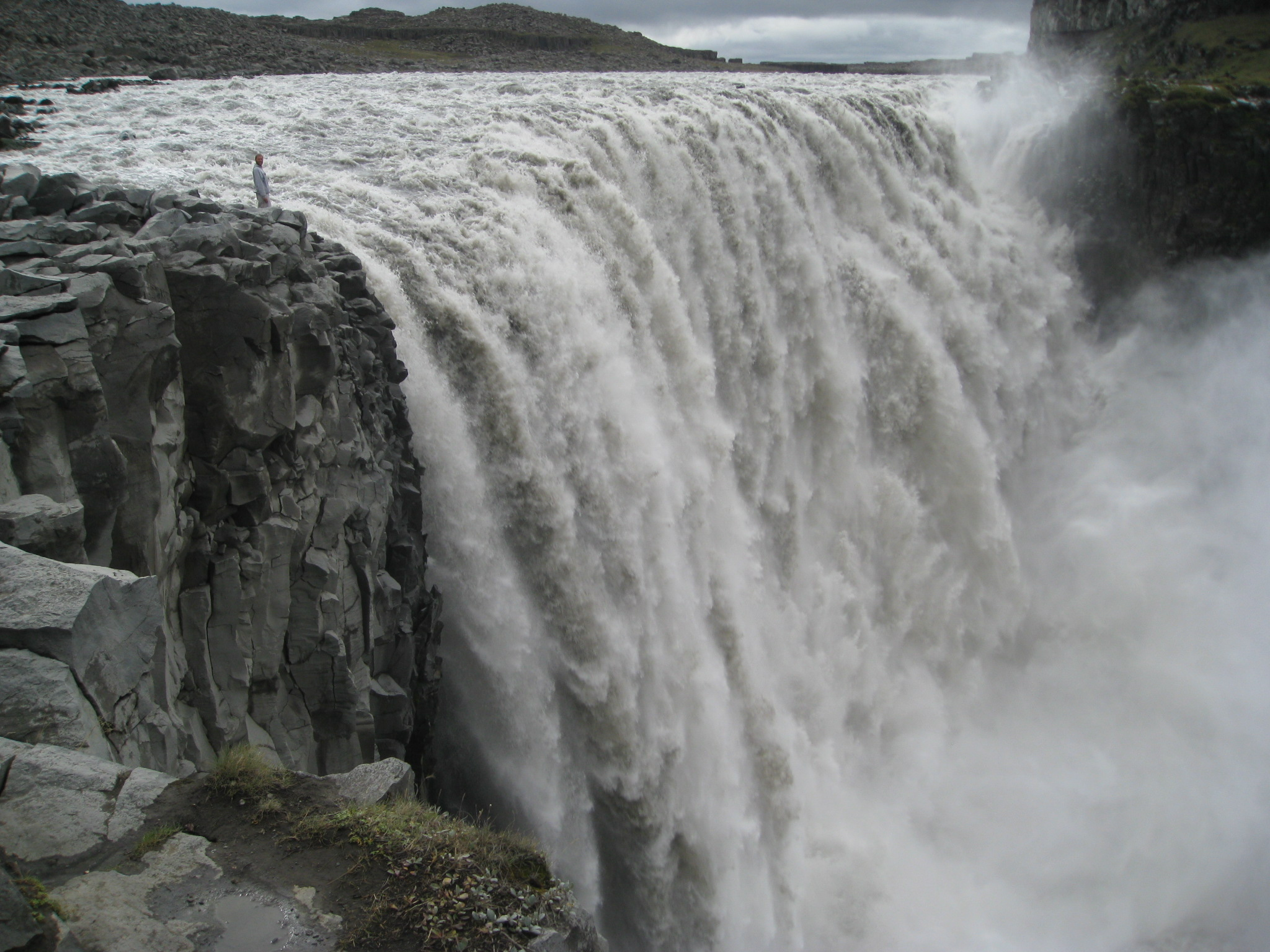
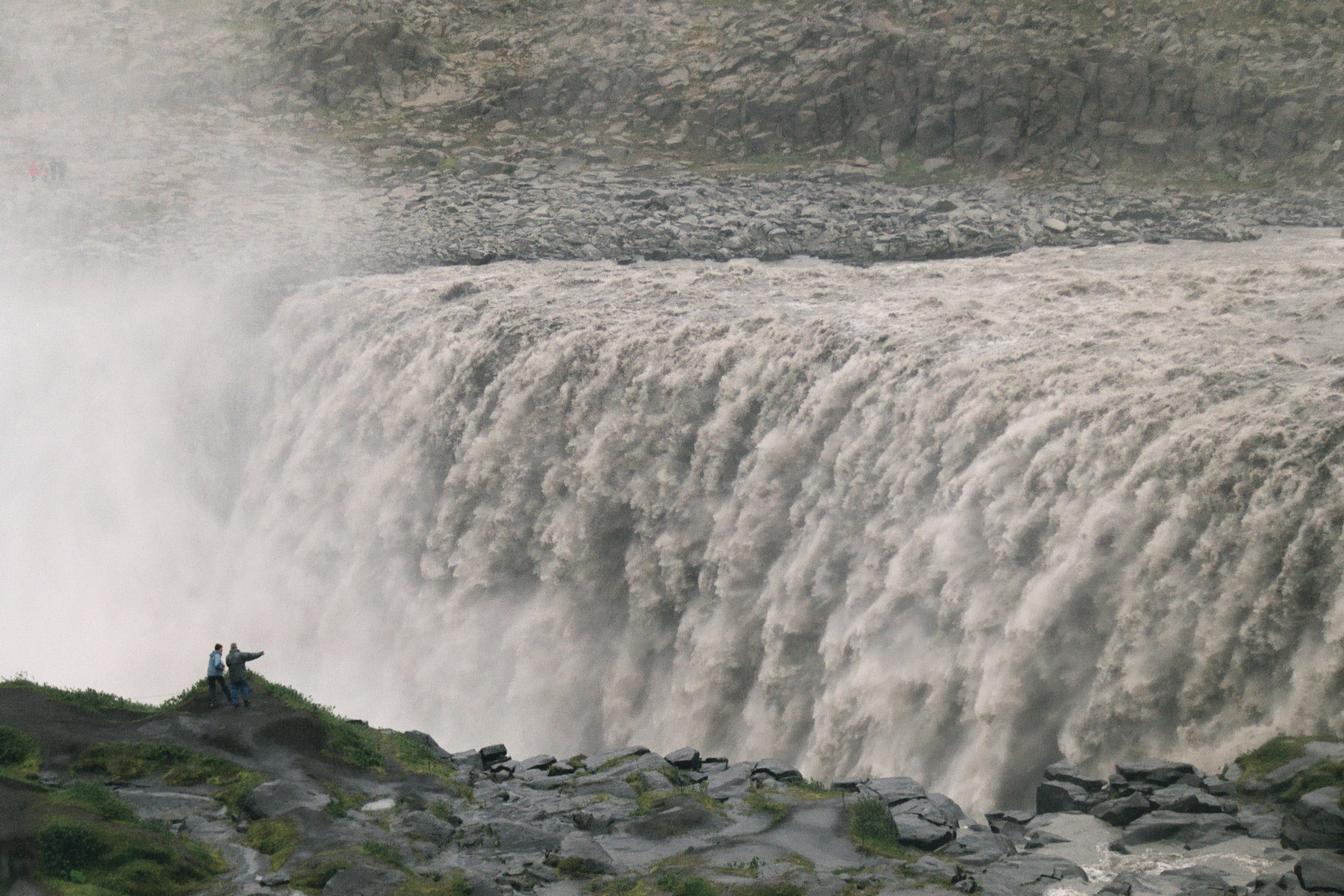
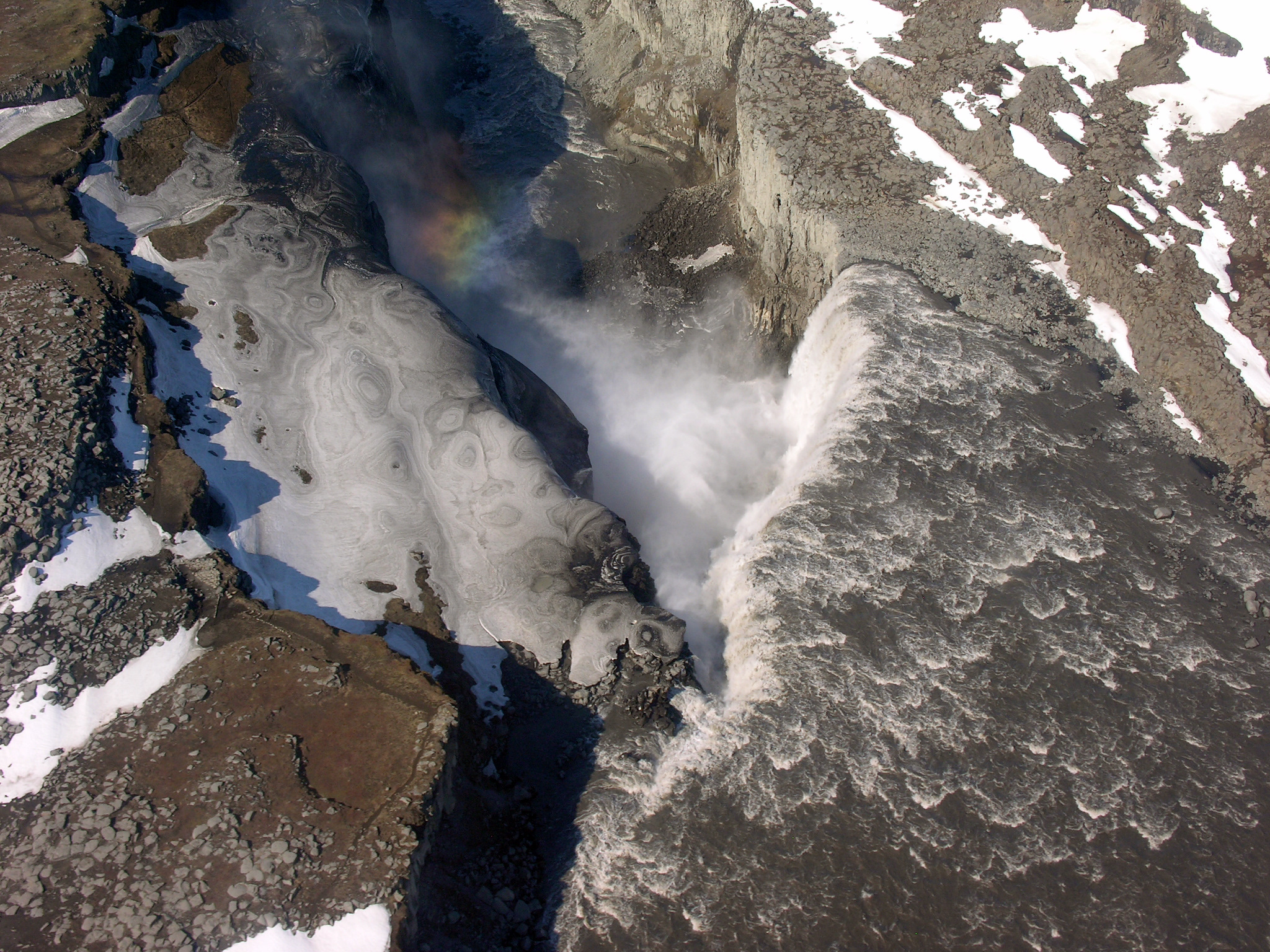
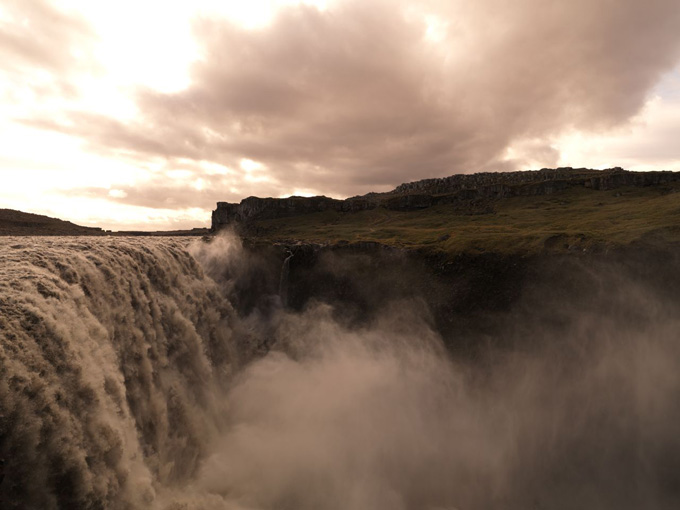
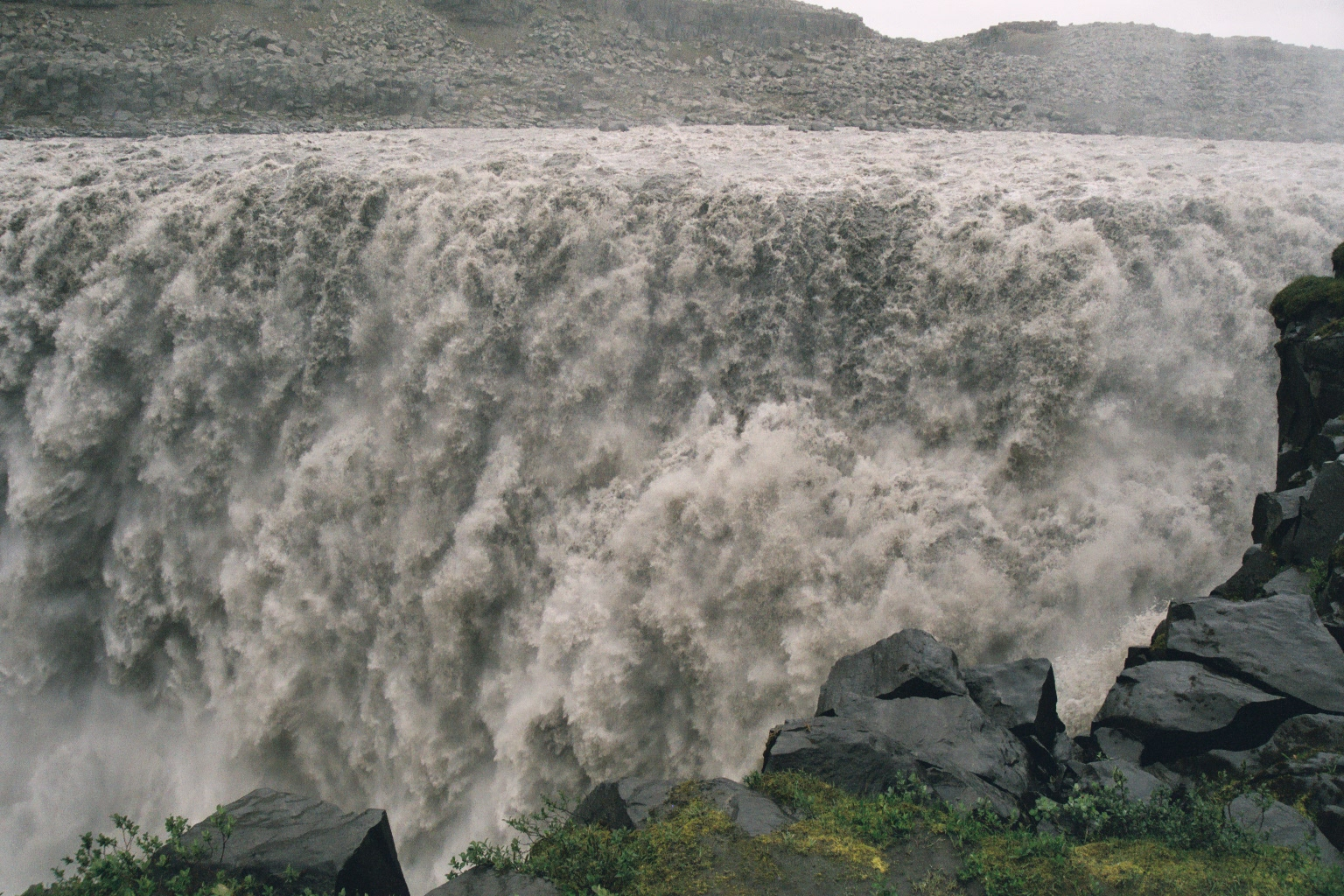
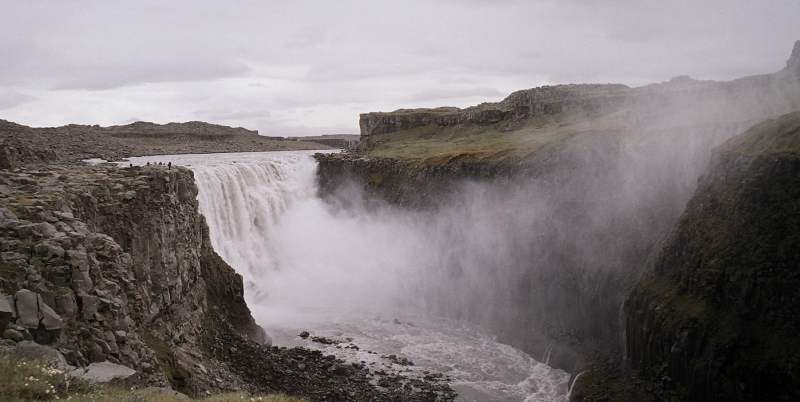
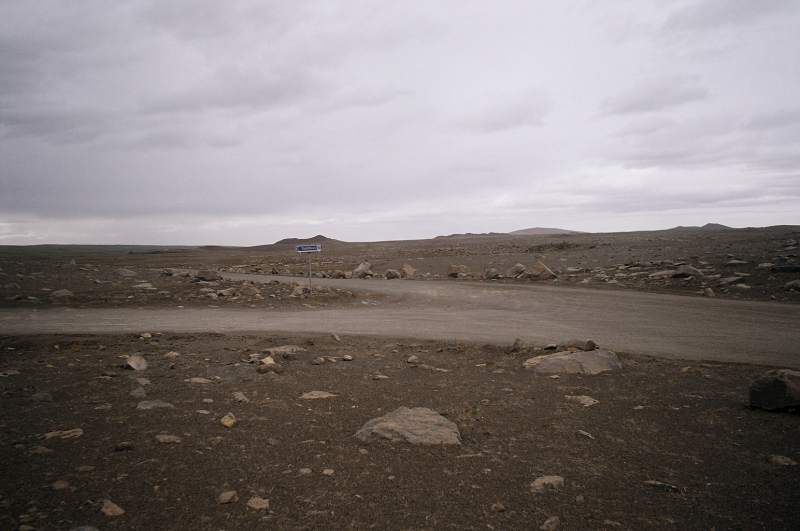